# Польское астрономическое общество
Польское астрономическое общество (пол. Polskie Towarzystwo Astronomiczne) — польское научное общество, основанное в 1923 году, объединяющее профессиональных астрономов. Первым председателем Общества был доктор наук, директор Краковской обсерватории Тадеуш Банахевич (1923—1930 гг.).
Согласно Уставу, целью Общества является развитие астрономических наук и популяризация астрономии в обществе.
Членами Общества являются 278 человек (2020 г.).
С 1998 года Общество, совместно с Польским обществом любителей астрономии (пол. Polskie Towarzystwo Miłośników Astronomii), выпускает журнал Urania — Postępy Astronomii. В журнале публикуются статьи по астрономии, теоретической и наблюдательной астрофизике, звездной астрономии, астрономическим методам и инструментам, а также обзоры книг и публикаций.
Каждые два года Общество вручает три престижные награды:
- Медаль имени Богдана Пачиньского — за выдающиеся научные достижения в области астрономии;
- Медаль имени Влодзимежа Зонна — за популяризацию знаний о Вселенной;
- Nagroda Młodych — молодёжная премия за выдающиеся индивидуальные достижения в области астрономии, вручаемая астрономам в возрасте до 35 лет.

Важной формой деятельности Общества является проведение общенациональных конференций, основная цель которых — анализ и координация текущих и перспективных исследований польских астрономов. В период с 1923 по 2019 год конференции проводились 39 раз.
Общество является членом Европейского астрономического общества.
Председателем Общества является доктор астрофизических наук, профессор Marek Sarna.
Актуальная информация о деятельности Общества публикуется на сайте www.pta.edu.pl.